# Панофидино
Панофидино — деревня в Старицком районе Тверской области. Входит в Емельяновское сельское поселение.
Расположена в верховьях реки Тьмака в 23 км к северо-востоку от Старицы и в 50 км к юго-западу от Твери.

## История
Старинное русское село. Родовая усадьба первого Тверского губернатора, Александра Васильевича Поликарпова.
В 1805 году в селе была построена каменная Покровская церковь с 5 престолами.
В конце XIX — начале XX века село входило в состав Гнездовской волости Старицкого уезда Тверской губернии.
С 1929 года деревня входила в состав Леушинского сельсовета Емельяновского района Тверского округа Московской области, с 1935 года — в составе Калининской области, с 1956 года — в составе Старицкого района, с 1994 года — в составе Гостеневского сельского округа, с 2005 года — в составе Емельяновского сельского поселения.

## Население
| 1859 | 2002 | 2010 |
| ---- | ---- | ---- |
| 115  | ↗129 | ↘120 |